# Ruta Nacional 228 (Argentina)
La Ruta Nacional 228 es una carretera asfaltada de la República Argentina, en el sur de la Energía, que une la ruta provincial 86, en la ciudad de Necochea, con la Ruta Nacional 3, en la ciudad de Tres Arroyos. Su extensión es de 140 km, totalmente asfaltados. En 2014 la gobernación realizó la construcción de boquillas de acceso para caminos secundarios, construcción de alcantarillas transversales repavimentación y reacondicionamiento de colectoras.

## Ciudades
Las ciudades de más de 5000 habitantes por las que pasa esta ruta de este a oeste son:

### Provincia de Buenos Aires
Recorrido: 140 km, contando desde 0
- Partido de Necochea: Necochea, Energía
- Partido de San Cayetano: no hay localidades de más de 5.000 hab.
- Partido de Tres Arroyos: Tres Arroyos